# Бела, војвода Славоније
Бела (око 1249-1269) је био најмлађе и омиљено дете угарског краља Беле IV. Отац га је поставио за војводу Славоније 1260. године, али је почео да управља својим војводством тек од 1268. године. Умро је без деце.

## Детињство
Бела је био најмлађе дете и други син угарског краља Беле IV. Мајка му је била краљица Марија Ласкарис, ћерка цара Теодора I Ласкариса, цара Никеје. Година његовог рођења није позната, али је био најмлађе дете својих родитеља. Узимајући у обзир да је његова сестра Маргарета рођена 1242. године, Мор Вертнер, Ђула Кристо и други историчари пишу да је Бела рођен око 1243. године. Сам Бела је у повељи из 1269. године, навео да „нисмо напунили двадесет пет година, имамо око двадесет“, сугеришући да је он заправо рођен око 1249. године.
Писмо краља Беле IV папи Иноћентију IV, које је написано око 1254. године, садржи први запис о Белином животу. Писмо се односи на план венчања детета Беле са неименованом папином нећаком. Међутим, до брака никада није дошло због смрти папе Иноћентија IV убрзо након тога. Белин тутор је био Андрев Хонт-Пазмани 1256. године. Берке-кан је предложио савез краљу Бели IV 1259. године, нудећи да једну од својих кћери уда за Белиног сина (тј. његовог истоименог млађег сина, јединог који још није био ожењен), али је краљ Бела IV одбио Канову понуду.

## Војвода Славоније
Отац га је поставио за војводу Славоније 1260. године. Поред Славоније, Белино војводство је обухватало Хрватску и Далмацију. Овим земљама је управљао Белин старији брат војвода Стефан до 1257. године, када је премештен у Трансилванију. Како се војвода Славоније традиционално сматрао наследником угарског престола још од друге половине 12. века, војвода Стефан је оптужио свог оца да планира да га разбаштини у корист свог једанаестогодишњег млађег брата Беле због нове тензије између монарха и његовог старијег сина. Кратак грађански рат се догодио у јесен 1262. године, након чега је закључено примирје. Пресбуршким миром њих двојица су поделили земљу дуж Дунава: земље западно од реке остале су под директном влашћу краља Беле IV, а власт над источним територијама преузео је Стефан, сада као млади краљ.
Међутим, однос између оца и сина остао је напет, а мир је био само привремен, монарх је скупио снагу да узврати. Краљ Бела IV предао је војводи Бели дворце Нитра (Нитра, Словачка), Пресбург (Братислава, Словачка), Мосон и Шопрон. Осим тога, Белином војводству је краљ припојио и жупаније Барањску, Шомођ, Залу, Вашу и Толну. Оба писма о донацији потврдио је папа Урбан IV 21. децембра 1263. године. Према једном папском писму, младом војводи Бели је такође додељен дворац Вашвар и округ Валко негде пре 15. јула 1264. године. Потоњи округ је припадао Стефановој сфери утицаја у складу са Пресбуршким миром, који је тиме прекршио краљ Бела IV овом донацијом. Папа Урбан IV је упутио Филипа Турјеа, надбискупа Естергома и Павла Балога, бискупа Веспрема да бране интересе војводе Беле. Цела краљевска породица, укључујући и војводу Стефана, била је присутна на венчању војводе Беле и Кунигунде од Асканије у близини Пресбурга 5. октобра 1264. године. Према историчару Атили Жолдошу, краљ Бела IV се – пошто се обезбедио на неколико фронтова – суочио са својим старијим сином на том догађају, што је учинило грађански рат великих размера неизбежним у Мађарској. Сукоби између снага краља Беле IV и војводе Стефана широм краљевства трајали су од децембра 1264. до пролећа 1265. године. Војвода Стефан је однео одлучујућу победу над очевом војском у бици код Исазега марта 1265. године. Њихов нови мировни уговор потврдио је поделу Угарске 1262. године. Војвода Стефан је такође признао власт свог млађег брата војводе Беле над Војводством Славонијом и горе поменутим придруженим суседним жупанијама.
Према историчару Јено Сзуцс-у, краљ Бела IV и његова два сина, војводе Стефан и Бела, заједно су потврдили слободе „краљевских слугу“, од тада познатих као племићи, 1267. године. За разлику од тога, сматра Атила Жшолдош, сам краљ је организовао састанак у Естергом у септембру 1267. године, и била је само мобилизација и припрема за следећи рат против војводе Стефана. Догађају је присуствовао само војвода Бела, где, како тврди Жолдош, мобилисане краљевске слуге нису биле одушевљене још једним унутрашњим ратом, већ су захтевале од монарха да им призна права и привилегије, а име одсутног војводе Стефана је унето у повељу на њихов захтев. Од 1260. до 1268. године, смењује бана Роланда Ратота, а затим Хенрик Кешеги управља покрајином Славонијом у име војводе Беле за време његовог одсуства. Војвода је преузео директну управу покрајином негде после 13. марта 1268. године, потчинивши му Хенрика Кешегија, који је остао бан. Војвода Бела је у априлу 1269. године, доделио истоимени посед Гара у жупанији Валко (данас Горјани у Хрватској) браћи Јовану и Стефану Дорожми, прецима моћне породице Горјански. Такође је склопио споразум са витезовима темпларима, предајући Дубичку жупанију у Доњој Славонија и њени додаци (нпр. мартурина) витезовима крајем 1268. или почетком 1269. године.
Према Формуларној књизи Шомођивара из 15. века, војвода Бела је умро 11. јуна 1269. године, иако се његово име налази на списку достојанственика у повељи издатој у Сплиту 20. јуна, али је то такође могуће због спорог протока информација. Краљ Бела IV помиње свог сина мртвог 3. октобра 1269. године. Сахрањен је у цркви фрањеваца у Естергому.

## Породица
Он је био верен за Кунигунду од Асканије, ћерку Отона III, маркгрофа од Бранденбурга, 1261. године, након што су краљ Бела IV и његов дугогодишњи ривал краљ Отакар II од Чешке закључили мир после битке код Кресенбруна. Њихово венчање одржано је 5. октобра 1264. године, у близини Пресбурга, на обали реке Фише. Према Вероники Рудолф, такође је могуће да је споразум између краља Отакара II и краља Беле IV закључен тек после 1262. године, када је чешки краљ покушао да обезбеди своје залеђе и подржи краља Белу IV против његовог бунтовног сина Стефана. Догађај је детаљно известио Отокар аус дер Гал-ов  Steirische Reimchronik („Штајерска римована хроника“) написана почетком 14. века. Ово је једини познати опис дворске церемоније из доба Арпада у Мађарској. У организацији краља Отакара II, венчању и гозби присуствовало је неколико принчева и магната из Светог римског царства, поред мађарске краљевске породице (краљевски пар, војвода Стефан и војвода Бела од Мачве) и неколико барона краљевства. Венчање су обавила три бискупа Јован Прашки, Бруно Оломоучки и Бертолд Бамбершки. Према приповедању хронике са сумњивом аутентичношћу, када се одиграо витешки турнир (бухурт), Мађари су погрешно схватили ситуацију и прерано су напустили церемонију, укључујући и новопеченог супруга војводу Белу.
Око 1267. године, Кунигунде је била трудна, али је судбина детета, ако је уопште живо рођено, непозната. Након Белине смрти, Кунигунде се удала за Валерана IV, војводу од Лимбурга 1273. године, краљ Отакар II је поверио Зигфриду II од Вестербурга да води процес. И овај брак је остао без деце. Кунигунда је остала удовица по други пут 1279. године. Умрла је негде после 1292. године.